# Esporte no Bangladesh

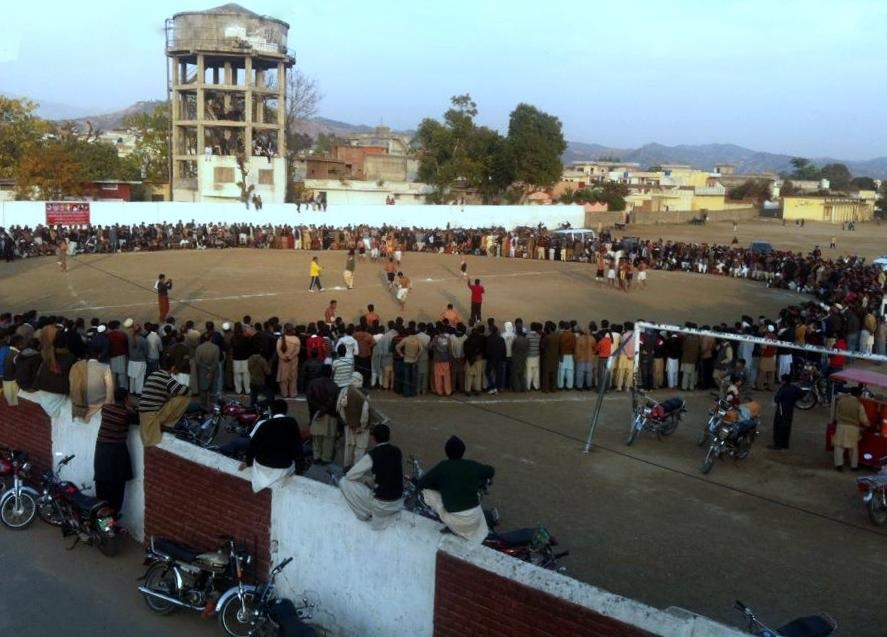
Circulo de Kabaddi, Kabbadi é o esporte nacional de Bangladesh

O Esporte no Bangladesh tem um proeminente papel na sociedade de Bangladesh.
Os esportes populares em Bangladesh são: kabaddi, futebol e críquete.[carece de fontes?] Em áreas rurais esportes tradicionais como  Kho kho, Boli Khela, Lathi Khela são populares.[carece de fontes?] Enquanto em zonas urbanas, encontra-se: badminton, hóquei sobre a grama, tênis de mesa, handebol, voleibol, etc.[carece de fontes?]